# Zur Schmerzhaften Muttergottes (Bělá nad Radbuzou)

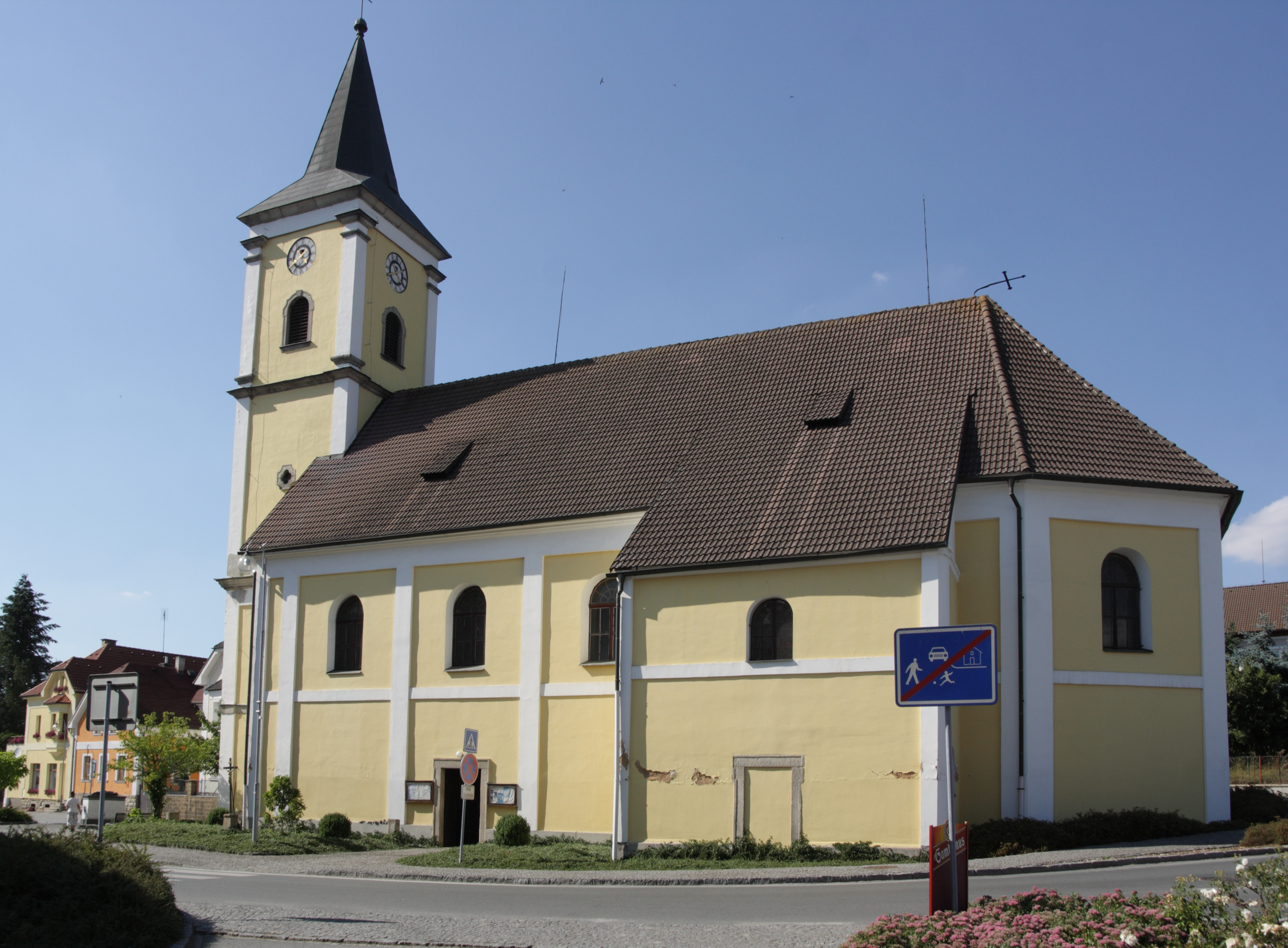
Kirche in Bělá nad Radbuzou

Die Kirche Zur Schmerzhaften Muttergottes in Bělá nad Radbuzou (deutsch Weißensulz), einer Stadt im Plzeňský kraj in Tschechien, wurde 1826/27 errichtet. Die Pfarrkirche am Stadtplatz ist seit 1992 ein geschütztes Kulturdenkmal.

## Geschichte
Die erste Kirche in Weißensulz stiftete Anna Theresia von Metternich 1696. Sie wurde am 29. September 1697 auf das Patrozinium der Schmerzhaften Muttergottes geweiht.
Am 2. September 1826 wurde die Kirche ein Raub der Flammen. Freiherr Wenzel Kotz von Dobrz ließ sie wieder aufbauen. Im Turmknauf wurde folgende Denkschrift hinterlegt: „Im Frühjahr 1827 hat diesen Turm wiederherstellen, denselben mit Blech eindecken und mit 3 Glocken versehen lassen der Hoch- und Wohlgeborene Reichsfreiherr Wenzel Kotz von Dobrsch, Sr. apostolischen Majestät wirklicher Kämmerer, Ritter des kaiserlichen österreichischen St. Leopold-Ordens, Oberstwachtmeister in der k. k. Armee, Herr der Herrschafl Heiligenkreuz, Weißensulz und Eisendorf, gnädigster Patron dieser Kirche. Gottes Segen über ihn und seine Nachkommen.“
Die vom Glockengießer Karl Bollmann in Prag gegossenen Glocken waren dem hl. Wenzel, dem hl. Christian und dem hl. Florian geweiht. 
Die Kirche wurde am 15. Mai 1846 von Bischof Joseph Andreas Lindauer geweiht.